# Квинт Воконий Сакса Фид
Вижте пояснителната страница за други личности с името Воконий.
Квинт Воконий Сакса Фид (на латински: Quintus Voconius Saxa Fidus) e политик и сенатор на Римската империя през 2 век.
Воконий е през 142/143 г. проконсул на римската провинция Витиния и Понт. Сменен е от Луций Целий Фест. През 146 г. той е суфектконсул заедно с Гай Аниан Вер.